# Сойерлинг, Шарлотта
Шарлотта Сойерлинг (швед. Charlotte Seuerling, полное имя Charlotte Antonia «Antoinette» Seuerling; 1782/84 — 1828) — шведская певица, композитор и поэтесса.
Cлепая концертная певица, клавесинистка и арфистка, известная как «Слепая певица», работавшая в Швеции, Финляндии и России.

## Биография
Родилась в 1782 или 1784 году в семье театральных деятелей — Карла Сойерлинга и его жены Маргареты Сойерлинг, где воспитывалось семеро детей. В четыре года девочка ослепла в результате неосторожной вакцинации от оспы. В возрасте восьми лет она заболела оспой, от которой у неё на лице остались щербины; современники описывали как невысокую, застенчивую и некрасивую. В детстве Шарлотта занималась домашним хозяйством, распевая песни, которые она сочинила сама в театре своих родителей. Она играла на арфе и гитаре.
После смерти отца в 1795 году, мать взяла на себя руководство его театром и поехала с гастролями в Финляндию, отправив Шарлотту в Стокгольм, чтобы сделать операцию на глазах у известных врачей Рислачи и Аф Бьеркена, которые пообещали спасти её зрение. Операция не удалась, девушке из-за отсутствия средств не получилось вернуться к матери в Финляндию и она вынуждена была жить в богадельне и женском интернате.
Музыкальный талант Шарлотты открыл в 1806 году педагог Пер Арон Борг, который давал уроки игры на фортепиано бедным женщинам интерната. Он был впечатлен её способностями и принял в 1807 году себе в качестве личного ученика по теории музыки, предоставив возможность проживания в его доме вместе с семьёй. Впечатленный её способностями к обучению, Борг добавил другие предметы, и вскоре она преуспела в естественных науках и языках. Шарлотта написала несколько стихотворений, когда жила в его доме.
Вдохновленный способностями к обучению слепой женщины, Пер Арон Борг основал в 1808 году первый в Швеции Институт для слепых и глухих, где стала его первой ученицей; её иногда считают первой слепой ученицей Швеции. В 1808 году Борг продемонстрировал способности Шарлотты в чтении и письме, игре на арфе и клавикорде, разговоре на французском и немецком языках, а также в шитье и вязании. В тот исторический период считали, что слепые и глухие люди не могут обучаться, демонстрация Шарлотты Сойерлинг очень помогла привлечению к институту внимания шведской общественности. На открытии института 5 июня 1809 года присутствовала королева Гедвига Елизавета Шарлотта Гольштейн-Готторпская, специально для которой Шарлотта исполнила свою собственную песню, получив комплимент от королевы.
В 1810 году Шарлотта присоединился к театральной труппе своей матери в Финляндии. Там она работала в качестве актрисы. Ей и её матери покровительствовала русская императрица, которая слушала её игру на арфе. Затем Сойерлинг устроилась на работу в институт для слепых в Санкт-Петербурге, основанный несколькими годами ранее Валентином Гаюи. После смерти матери в 1820 году Шарлотта вернулась в Стокгольм в 1823 году, где и умерла 25 сентября 1828 года.
Арфа Шарлотты Сойерлинг хранится в Музее музыки и театра; также сохранились её рукописные письма и стихи.